# SS Servia

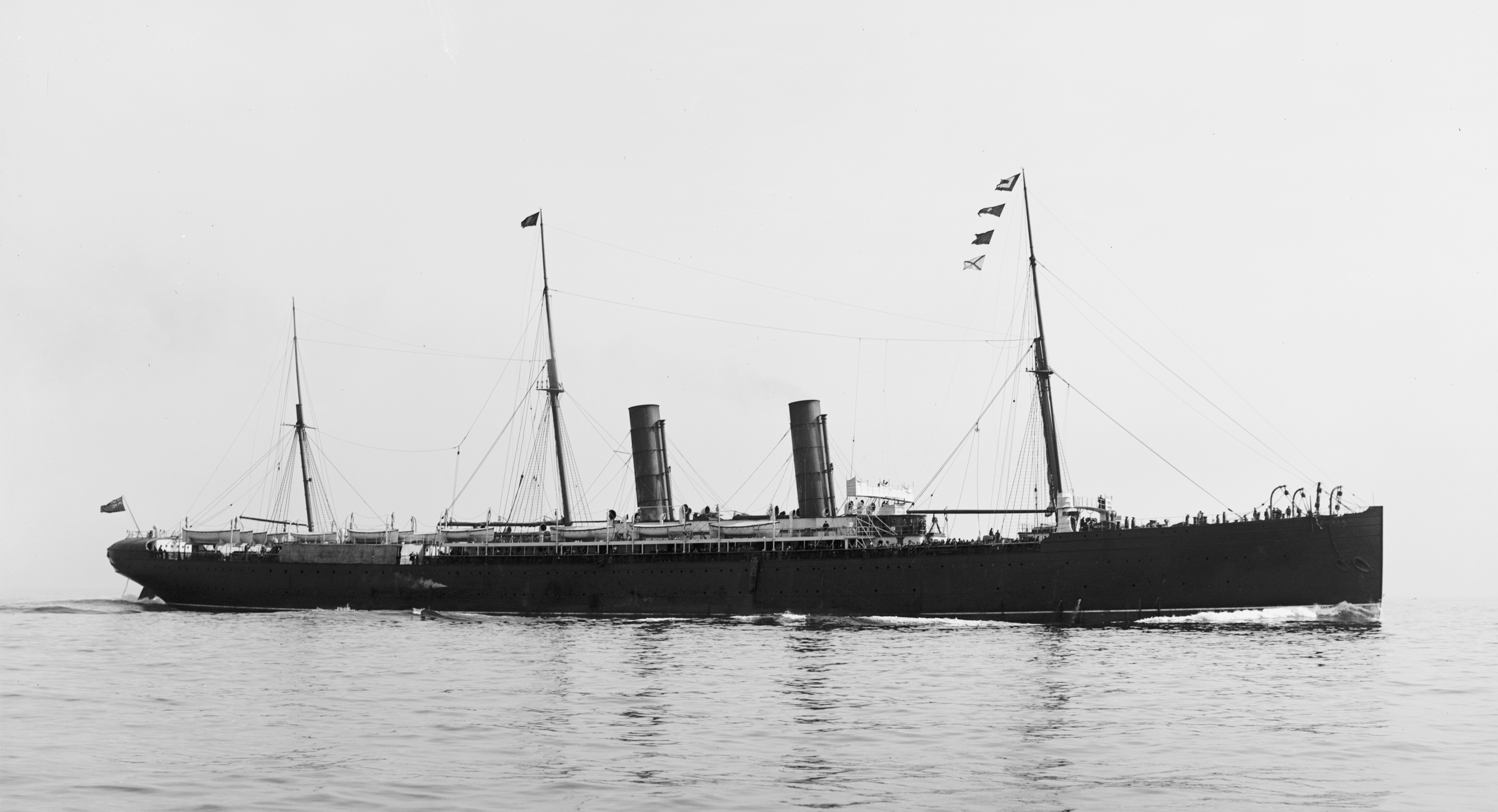

«SS Servia» — британский лайнер судоходной компании «Кунард Лайн». Построен и спущен на воду в 1883 году. Совершал регулярные рейсы через Атлантику. В 1902 году продан на слом.

## История
Киль нового лайнера был заложен в 1881 году. В 1883 году лайнер спустили на воду и начали отделывать. В этом же году он был готов к испытаниям. В конце года совершил свой первый рейс через Атлантику. Это был первый пароход «Кунард Лайн», имевший стальной корпус. Провёл успешную и длительную карьеру, перевозя сотни людей через Атлантику. Все британцы очень любили этот корабль. В конце своей карьеры был списан по причине устаревания.